# Disco di avvio
Un disco di avvio è un supporto di memorizzazione rimovibile che permette a un computer di avviare un sistema operativo o un programma di utilità. Il computer è in grado di caricare ed eseguire un programma dal disco di avvio solo se conforme a dei particolari standard.
I dischi di avvio sono utilizzati per:
- Installare un sistema operativo
- Recuperare dati cancellati o corrotti
- Eliminare definitivamente dati sensibili
- Risolvere problemi hardware o software
- Provare nuovo software (specialmente sistemi operativi, utilizzando i live CD)
- Accedere con privilegi di amministratore in caso di smarrimento della password
- Eseguire giochi (ad esempio nel caso dei computer Amiga o dei PC booter)

Floppy disk e CD-ROM sono i supporti utilizzati più comunemente, tuttavia altri supporti come gli zip drive e le chiavi USB possono essere utilizzati. Il BIOS (ovvero il firmware del computer) dev'essere in grado di avviare il sistema dal dispositivo in questione.

## Il processo di avvio
Il termine avvio è la libera traduzione del termine inglese boot, contrazione del termine bootstrap, ed indica l'atto con cui il computer si mette in condizione di eseguire altri programmi. Il computer contiene un piccolo programma chiamato boot loader che a sua volta esegue un altro programma, contenuto su un disco di avvio. Quest'ultimo può essere un altro piccolo programma in grado di caricarne uno più grande, ad esempio un sistema operativo. Per consentire l'avvio senza la necessità di accedere alla memoria di massa o alla memoria del firmware, è prassi per i programmi di avvio l'utilizzo di una parte della memoria RAM come RAM disk per l'archivio temporaneo dei file.
A titolo di esempio qualsiasi computer IBM compatibile è in grado, tramite il suo software nativo, di caricare il contenuto dei primi 512 byte di un floppy disk e di eseguirlo qualora questo rappresenti un programma valido; i floppy di avvio solitamente contengono un semplice programma di avvio in questi byte. Questo processo è vulnerabile ad un uso improprio: un floppy contenente dati potrebbe contenere nel suo primo settore un virus che potrebbe infettare di nascosto un computer avviato con tale disco inserito nel drive floppy.

## Floppy di avvio
I floppy di avvio (in inglese bootable floppies) solitamente contengono MS-DOS o una versione minimale di Linux. Il formato di floppy più comunemente disponibile può contenere, nel suo formato standard, solamente 1.4 megabyte di dati rendendo questo supporto non pratico per caricare sistemi operativi di vaste dimensioni. L'uso dei floppy di avvio è perciò in declino, anche grazie alla disponibilità di supporti dotati di maggior capacità come ad esempio i CD-ROM o le chiavi USB.

## Avvio da disco
I PC moderni sono configurati per tentare l'avvio da vari dispositivi secondo un certo ordine. Se un computer non si sta avviando dal dispositivo desiderato, come ad esempio il drive floppy, potrebbe essere necessario accedere alla configurazione del BIOS premendo un tasto speciale (solitamente Canc, F1, F2, F10 o F12) nei primi secondi dopo l'accensione della macchina e, a quel punto, cambiare l'ordine di boot. I BIOS più moderni permettono l'interruzione della fase finale di avvio attraverso un tasto funzione (di solito F11), presentando una lista di dispositivi da cui è possibile eseguire il bootstrap tra i quali scegliere quello desiderato.
I computer Apple più recenti possono essere avviati da un opportuno disco qualora l'utente prema il tasto C durante l'avvio della macchina.

## File richiesti
Diversi sistemi operativi richiedono diversi contenuti del disco di avvio. Tutti i dischi di avvio devono essere compatibili con i computer per cui sono stati progettati.

### MS-DOS/PC-DOS
- Un settore di avvio valido sul floppy disk.
- Command.com
- Io.sys oppure IBMIO.SYS
- MSDOS.SYS oppure IBMDOS.SYS

Tutti i file devono riferirsi alla medesima versione: sebbene sia la versione 5 che la versione 6 di MS-DOS utilizzano un file chiamato COMMAND.COM, non sono intercambiabili. Un disco di avvio completo può essere ottenuto in una singola operazione da un sistema operativo installato.

### FreeDOS
- Un settore di avvio valido sul floppy disk.
- COMMAND.COM
- KERNEL.SYS

### Linux
- Un boot loader come SYSLINUX o GRUB
- Kernel Linux
- Initial ram disk (initrd)